# Holger Bauroth
Holger Bauroth (* 7. Februar 1965 in Suhl) ist ein ehemaliger deutscher Skilangläufer.

## Karriere
Bauroth nahm bis 1995 an Wettbewerben der Fédération Internationale de Ski teil. Seinen ersten internationalen Erfolg erreichte er bei den Nordischen Junioren-Skiweltmeisterschaften 1983 in Kuopio. Dort holte er Bronze mit der Staffel. Bei den Nordischen Junioren-Skiweltmeisterschaften 1984 in Trondheim gewann er Silber mit der Staffel und Gold über 10 km. Bei den Nordischen Junioren-Skiweltmeisterschaften 1985 in Täsch holte er Silber über 10 km. Sein erstes Weltcuprennen absolvierte er im Februar 1986 in Oberstdorf, welches er auf den 12. Platz über 50 km Freistil beendete. Bei den DDR-Skimeisterschaften 1986 wurde er dreimal Meister über 30 km, über 50 km und in der Staffel. Im Januar 1988 erreichte er in Strbske Pleso mit dem zweiten Platz über 15 km Freistil seine erste Podestplatzierung im Weltcup. Bei den Olympischen Winterspielen 1988 in Calgary belegte er den 22. Platz über 30 km, den 21. Rang über 15 km und den fünften Platz über 50 km Freistil. Im März 1988 kam er erneut auf den zweiten Platz über 30 km Freistil. Die Saison beendete er auf den vierten Rang in der Gesamtwertung. Im selben Monat gewann er bei den DDR-Skimeisterschaften über 50 km. In der folgenden Saison holte er mit dem dritten Platz über 30 km klassisch in Nove Mesto und den zweiten Platz in Oslo über 50 km Freistil weitere Weltcuppodestplatzierungen. Die Saison beendete er auf den siebten Platz in der Weltcupgesamtwertung. Bei den DDR-Skimeisterschaften 1989 siegte er über 15 km klassisch, 15 km Freistil und mit der Staffel. Seine besten Platzierungen bei der nordischen Skiweltmeisterschaft 1989 in Lahti waren der neunte Platz über 15 km Freistil und der sechste Rang mit der Staffel. Nach der Wende nahm er nur an wenigen Weltcuprennen teil und trat vorwiegend bei Rennen des Continentalcups an. 1990 wurde er deutscher Meister über 50 km. Bei den Olympischen Winterspielen 1992 in Albertville errang er den 28. Platz über 30 km, den 26. Rang über 50 km und den sechsten Platz mit der Staffel. Bei den Deutschen Meisterschaften 1992 siegte er über 15 km.
Seit dem Ende der aktiven Laufbahn arbeitet Bauroth als Trainer, u. a. trainierte er René Sommerfeldt und betreute die Langläufer bei den 2. Olympischen Jugend-Winterspielen in Lillehammer 2016.